# 村串仁三郎
村串 仁三郎（むらくし にさぶろう、1935年(昭和10年) 10月20日- ）は、日本の経済学者。法政大学名誉教授。専門は労働経済学。

## 略歴
東京に生まれる。1958年に法政大学社会学部（2部）を卒業し、1963年に同大学大学院社会科学研究科経済学専攻修士課程を修了、1969年に同大学院博士課程を単位取得後満期退学する。1969年に法政大学経済学部専任助手、1970年に助教授、1980年に教授に就任する。1982年に『日本炭鉱賃労働史論』で経済学博士（法政大学）取得する。2006年3月、定年退職する。
2016年に行われた『高度成長期日本の国立公園』の出版記念会で、弟子の中村寿徳にスピーチを求め、中村は、環境保護運動で有名な南方熊楠とを対比して述べた。。
週刊『ダイヤモンド』誌の2019年10月5日号では「国立公園研究の第一人者の村串仁三郎・法政大学名誉教授」と紹介されている。

## 著書

### 単著
- 『賃労働原論-『資本論』第一巻における賃労働理論』（日本評論社、1972）
- 『賃労働理論の根本問題』（時潮社、1973）
- 『賃労働政策の理論と歴史』（世界書院、1979）
- 『明延鉱山労働組合運動史』（明延鉱山労働組合、1983）
- 『孫育てイギリス留学日記』（崙書房出版、1995）
- 『日本の鉱夫-友子制度の歴史』（世界書院、1998）
- 『国立公園成立史の研究-開発と自然保護の確執を中心に』（法政大学出版局、2005）
- 『大正昭和期の鉱夫同職組合「友子」制度-続・日本の伝統的労資関係』（時潮社、2006）
- 『自然保護と戦後日本の国立公園-続『国立公園成立史の研究』』（時潮社、2011）

### 共編
- 『レジャーと現代社会-意識・行動・産業』安江孝司, 法政大学比較経済研究所共編 （法政大学出版局、1999）

## 参考
- 『自然保護と戦後日本の国立公園-続『国立公園成立史の研究』』